# TSUBOMI feat.九州男/Snow Crystals
『TSUBOMI feat.九州男/Snow Crystals』（ツボミ・フィート.くすお／スノー・クリスタルズ）は、2010年の4月28日に発売された、日本の女性レゲエ歌手leccaのシングル。カッティング・エッジより両A面のマキシシングルとして世に送り出されたこの一枚は、同歌手にとって3枚目のシングル盤のリリースであり、第1曲目と第2曲目にそれぞれ同名の楽曲を収録している。

## 背景
第1曲目の『TSUBOMI』における九州男との共演は、この男性歌手の『HB』という音楽アルバムの制作に参加して以来、leccaにとって2年ぶりのものであった。そのミュージックビデオの内でも共演を行いともに歌っている。学生時代の恋愛をストーリーとし、主観・客観を半々に制作した
第2曲目の『Snow Crystals』は、キロロスノーワールドという北海道のスキー場のテレビコマーシャルのために制作されたものであった。

## 反響
発売前の状態にあって、第1曲目の『TSUBOMI』がUSENの総合チャートにおいて1位を獲得したうえ、着うたの日間総合チャートでも1位を記録。
2010年度におけるオリコンの5月10日付のCD売上チャートで最高13位を、5月17日付のそれで最高19位を記録し、ミュゥモの同月初週の総合ランキングで2位を記録した。

## 収録曲
| #  | タイトル                | 作詞          | 作曲               | 編曲                   | 時間 |
| -- | ----------------------- | ------------- | ------------------ | ---------------------- | ---- |
| 1. | 「TSUBOMI feat.九州男」 | lecca、九州男 | lecca、九州男      | lecca、Tatsuyuki Okawa | 5:24 |
| 2. | 「Snow Crystals」       | lecca         | lecca              | lecca、Tatsuyuki Okawa | 4:13 |
| 3. | 「猫視眈々」            | lecca         | lecca              | lecca、Tatsuyuki Okawa | 4:51 |
| 4. | 「デリバメン」          | lecca         | lecca、N.NODA、Mi3 |                        | 4:09 |